# El Espinal
El Espinal – miasto w Kolumbii, w departamencie Tolima.